# Daggkåpa
Daggkåpa (Alchemilla vulgaris L) är ett samlingsnamn för en mängd apomiktiska småarter av släktet daggkåpor. Småarterna skiljs åt huvudsakligen baserat på bladens form.

## Utseende
Daggkåporna har små och oansenliga gulgröna blommor, med 8 små kalkblad i två kransar, kronblad saknas. De har 4 ståndare och 1 kort stift.
Daggkåpan känns lätt igen på sina unikt formade veckade rosettblad, i dessas centrum samlas tidiga morgnar vattendroppar till en skimrande pärla. Dropparna bildas genom att bladen nattetid utsöndrar vatten, som växten tagit upp genom roten, s.k. guttation, som trots växtens namn inte är dagg.
Ståndarna är sterila, men obefruktade frön gror ändå, jungfrufödsel. Det innebär att avkomman blir genetiskt identisk med moderplantan och att alla avkomlingar är en och samma individ.

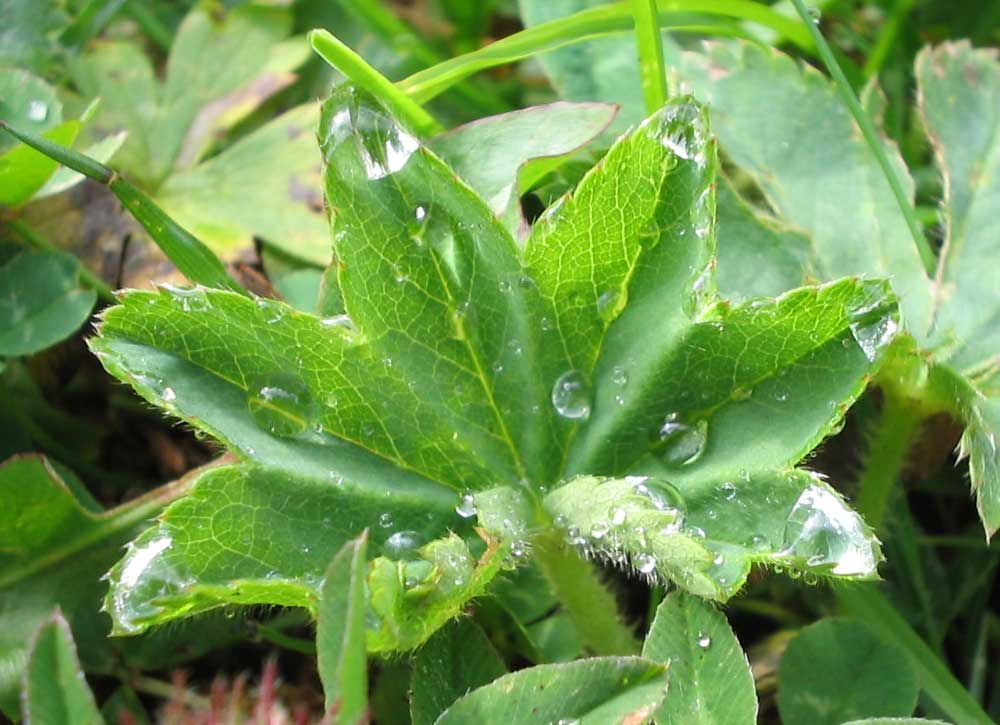
Blad av daggkåpa med tidiga guttationsdroppar.
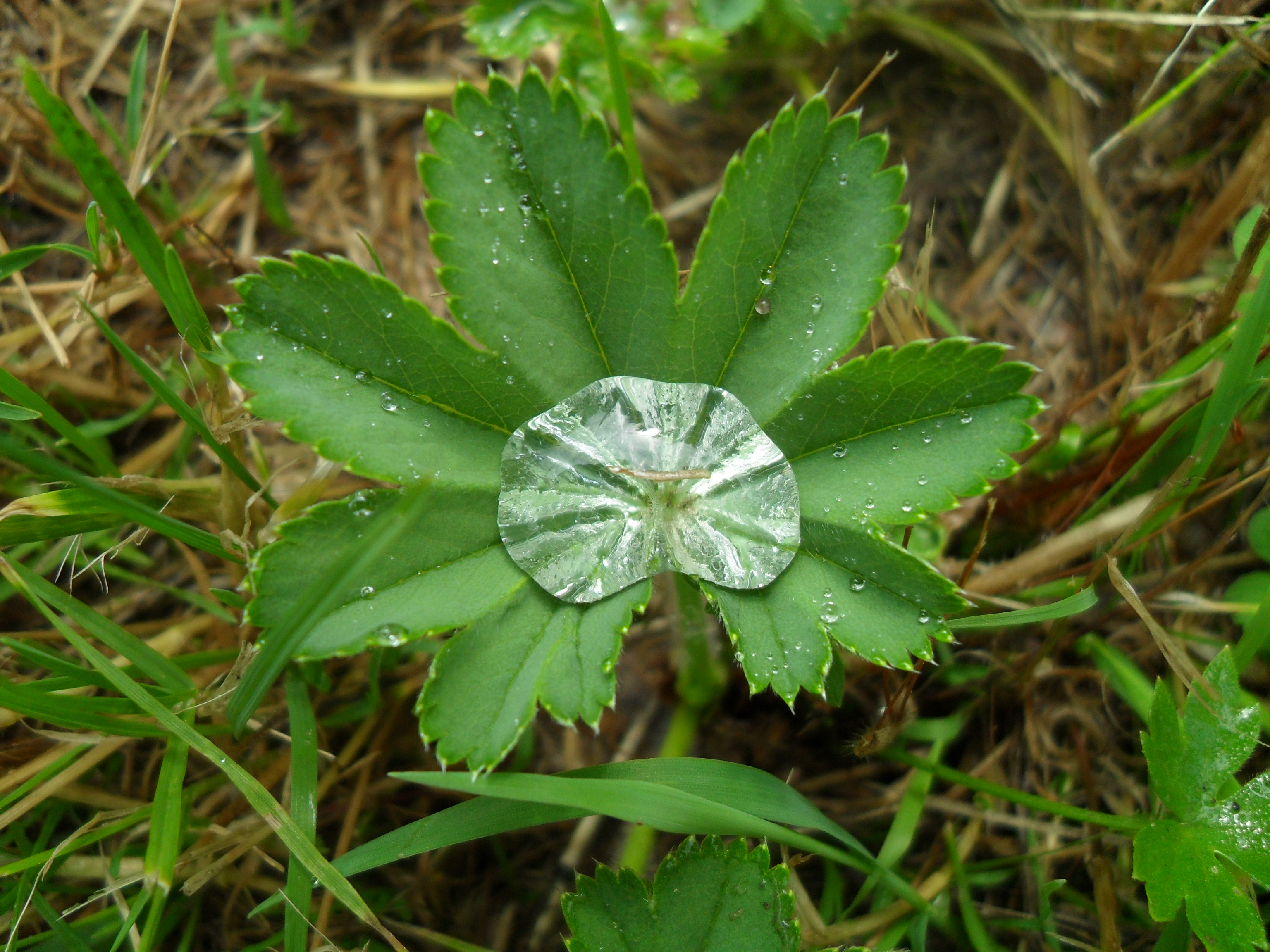
Framåt morgonen kan dropparna ha flödat samman.

## Utbredning
Daggkåpa förekommer naturligt i Europa och på Grönland.

## Ekologi
Arten växer vilt på ängsmark. Vissa varianter odlas som prydnadsväxt i trädgårdar och bör då ha sol eller halvskugga i fuktig kalkhaltig lerjord.
Förökning sker genom sådd av frö eller genom delning av plantan vår eller höst. Gallras eller omplanteras med 50 – 60 cm mellanrum. Småplantor kan odlas inomhus.
Ståndarmjölet är infertilt, och frukten (en nöt) bildas på rent vegetativ väg. Jämför det alternativa namnet Jungfru Maria kåpa, som eventuellt syftar på bibelns tal om "den obefläckade avelsen". 
Eftersom fortplantningen är asexuell får avkomlingarna exakt samma genuppsättning som moderplantan och förblir i princip samma individ genom alla generationer.

## Namn
Det vetenskapliga namnet Alchemilla kommer av att man förr trodde att den lilla vattendroppe som ofta förekommer  i bladens mitt på morgonen (guttation), var en viktig ingrediens för alkemisterna. Ordet alchemilla kan härledas från arabiskans al kemelyeh = kemi. Vulgaris betyder  vanlig, av latin vulgur = folk, allmänheten.

### Dialekt
| Namn                 | Trakt               | Referens | Förklaring                          |
| -------------------- | ------------------- | -------- | ----------------------------------- |
| Daggskål             | Södermanland, Närke | [ 4 ]    |                                     |
| Daggskalar           | Gotland             | [ 4 ]    |                                     |
| Jumfru Marias kåpa   | Medelpad            | [ 5 ]    |                                     |
| Kärringöron          | Dalarna (Ore)       | [ 5 ]    |                                     |
| Rynkblad             | Dalarna (Leksand)   | [ 5 ]    |                                     |
| Ståck, skock         | Jämtland            | [ 5 ]    |                                     |
| Vår frus kåpa/mantel |                     |          | Vår fru = Jungfru Maria, Jesu moder |

## I kulturen
I köket och hushållet kan unga blad delas och ingå i en sallad. Ylle kan färgas gult med avkok på daggkåpans blad. Med tillsats av järnsulfat blir det grönt. 
Daggkåpa har tradition som läkeört. Avkok av de gröna delarna av hela plantan kan användas att drickas under graviditet och ca tio dagar efter förlossningen för att dra ihop bukmusklerna och för att underlätta regelbunden menstruation. Avkok på daggkåpa kan användas till kompress för sårläkning, mot infektion och svullnad.
   Vid skörd skall de stora bladen klippas efter behov, bäst under blomningstiden. Daggkåpa kan förvaras genom torkning av bladen. Kvinnans bästa vän var ett smeknamn som daggkåpan fick för sin förmåga att ge menstruationen ett regelbundet förlopp, lindra klimakteriebesvär och bota infektioner i kvinnans underliv.